# Nabonga
Nabonga är en amerikansk äventyrsfilm och B-film från 1944 regisserad av Sam Newfield och producerad av PRC. Filmen är en typisk produktion från 1940-talets B-filmsperiod och kännetecknas av en spännande, men ofta osannolik, handling med exotiska miljöer, djur och dramatik.

## Handling
Filmen utspelar sig i en afrikansk djungel där en ung kvinna, Doreen (spelad av Julie London), förlorar sin far i en mystisk olycka. Hon söker sig till Afrika för att hitta honom och ta reda på vad som egentligen hände. Väl i djungeln får hon hjälp av Ray Gorman (spelad av Buster Crabbe), en karismatisk och orädd äventyrare, som är på jakt efter en förlorad skatt. Tillsammans beger de sig djupt in i djungeln där de ställs inför både farliga djur och fientliga inhemska stammar.
Under deras resa stöter de på en enorm och fruktad gorilla vid namn Nabonga, som, till skillnad från andra apor, har blivit förvånansvärt intelligent och aggressiv. Gorillan har blivit en central figur i handlingen, då den väckt både fruktan och fascination hos de som mött den. Doreen och Ray tvingas slåss för sina liv mot både de vilda djuren och den farliga gorillan för att överleva och lösa mysteriet kring Doreen's far.